# Orphanage
Orphanage fue una banda de metal gótico neerlandesa que permaneció activa entre los años 1993 y 2005. Fue una de las primeras bandas de metal neerlandesas en combinar voces guturales y voces femeninas. Mediante el uso de una amplia gama de contrastes musicales, lograron desarrollar un estilo único, que fue muy apreciado tanto dentro como fuera de la escena del metal por su diversidad.
Tocaron en vivo en escenarios de diversos países europeos como Países Bajos, Bélgica, Alemania, Austria, Francia y Suiza. Algunos de los espectáculos más conmemorados tuvieron lugar en los festivales Dynamo Open Air donde actuaron dos veces, Graspop Metal Meeting, Summer Metal Meeting y A Campingflight to Lowlands Paradise. Esto hizo que en toda Europa el público y sus seguidores respondieran con entusiasmo. Orphanage además compartió escenario con bandas como Within Temptation, Kreator, The Gathering, Morphia, After Forever, Grip Inc., Sodom, Samael y My Dying Bride. Las apariciones como invitados incluyeron miembros de la banda de Within Temptation, Exodus, Celestial Season, Gorefest.
A mediados de octubre de 2005, Orphanage se separó después de 11 años de trabajo. La declaración oficial indica que ya no había motivación dentro de la banda para producir un nuevo álbum y que había conflictos entre los mismos miembros del grupo. Esto hace que sea poco probable que la banda vuelva a unirse.

## Miembros

### Formación final
- George Oosthoek - Voces guturales (1994-2005)
- Rosan van der Aa - Voces femeninas (1995-2005)
- Guus Eikens - Guitarra (2000-2004), teclados (1993-2000, 2004-2005)
- Marcel Verdurmen - Guitarra (2004-2005)
- Remko van der Spek - Bajo (2000-2005)
- Sureel - Batería (2000-2005)
- Theo Holsheimer - Guitarra (2004-2005)

### Miembros anteriores
- Jason Köhnen - Voz gutural (1993)
- Stefan Ruiters - Voces masculinas (1993)
- Martine van Loon - Voces femeninas (1994-1995)
- Lex Vogelaar - Guitarra (1993-2000)
- Lasse Dellbrügge - Teclados (2000-2004)
- Eric Hoogendoorn - Bajo (1993-2000)
- Stephen van Haestregt - Batería (1993-1994)
- Jules Vleugels - Batería (1995)
- Erwin Polderman - Batería (1995-2000)

## Discografía

### Álbumes de estudio
- Oblivion (1995)
- By Time Alone (1996)
- Inside (2000)
- Driven (2004)

### EP
- At The Mountains Of Madness (1997)
- The Sign Tour EP (2003)

### Demos
- Morph (1993)
- Druid (1994)